# Stazione di Parma
Stazione di Parma vasútállomás Olaszországban, Parma településen.

## Vasútvonalak
Az állomást az alábbi vasútvonalak érintik:
- Milánó–Bologna-vasútvonal
- Brescia–Parma-vasútvonal
- Parma–La Spezia-vasútvonal
- Parma-Suzzara-vasútvonal

## Kapcsolódó állomások
A vasútállomáshoz az alábbi állomások vannak a legközelebb:
- Ponte Taro railway stop
- Stazione di Sant'Ilario d'Enza
- Stazione di Torrile-San Polo (Stazione di Brescia, Brescia–Parma-vasútvonal)
- Chiozzola railway halt (Stazione di Suzzara, Parma-Suzzara-vasútvonal)
- Stazione di Vicofertile (Stazione di La Spezia Centrale, Parma–La Spezia-vasútvonal)